# 森田拓馬
森田 拓馬（もりた たくま、1986年10月3日 - ）は、日本のお笑い芸人である。
東京都出身。サンミュージックプロダクション所属。ヒューマンアカデミーお笑い芸人養成講座出身。身長183cm。

## 来歴・人物
ヒューマンアカデミーお笑い芸人養成講座出身。2007年4月にヒューマンアカデミー公開オーディションにてサンミュージックプロダクションに指名され、所属が決まる。2011年9月に引退を発表。
現在は同事務所に就職し、マネージャーとして勤務。
剣道初段の資格を持っている。趣味、特技はパスタ料理、プラモデルなど。

## 芸風
主に物真似で活動。これまでのレパートリーには山根良顕（アンガールズ）、クロちゃん（安田大サーカス）、ケンドーコバヤシ、笑ゥせぇるすまん、阿部寛、世界のヘイポー（斉藤敏豪）、渡部陽一などがある。その中で、谷原章介の物真似では『王様のブランチ』のパロディとして、優香の物真似をする小出真保（麦芽）と共演したことも多い。

## 出演
- BSブランチ（BS-TBS） - 2008年3月8日
- 虎の門（テレビ朝日） - 2008年6月7日『あの人ならこんなこと言いそうだな選手権』

「本番前に台本をチェックしている谷原章介が言いそうな一言」の物真似を披露。
- とんねるずのみなさんのおかげでした・博士と助手〜細かすぎて伝わらないモノマネ選手権〜（フジテレビ）

第12回（2008年3月27日）、第13回（2008年9月25日）で、いずれも『王様のブランチ』での谷原章介と優香（小出真保）の物真似で出場
- お笑いメリーゴーランド（TBSテレビ） - 2008年10月16日（第2回）、神奈月、ミラクルひかる、グラップラーたかし、小出真保と一緒に「モノマネチーム」のメンバーとして出演
- 33分探偵（フジテレビ） - 第2話（2008年8月9日）

小出真保と一緒に、『王様のブランチ』風で『お家賃How much?』の司会を務めるという役。
- ラジかるッ（日本テレビ）

ここでも、優香の物真似をする小出と一緒に数回出演。
- サプライズ（日本テレビ） - 2009年6月12日金曜日『評決クダル! N-1グランプリ』
- おもいッきりDON!（日本テレビ）- 2010年2月3日
- 全種類。（TBSテレビ）- 2010年5月31日、6月1日
- ものまね新人ウォーズ（TBSテレビ）- 2010年10月4日
- 爆笑!ものまねウォーズ（TBSテレビ）- 2011年3月30日